# Samostan i župa Uznesenja Marijina (Rama-Šćit)
Šćit je neveliko naselje, koje se do 1968. god. izdizalo iznad plodne i pitome kotline kroz koju je protjecala rijeka Rama s pritokama Buk i Krupić. Kada je spomenute godine novoizgrađeno akumulacijsko jezero potopilo velika područja Ramske doline Šćit je ostao na malom poluotočiću zajedno s franjevačkim samostanom i crkvom.

## Povijest
Kršćanstvo se u ramskom kraju ukorijenilo vrlo rano. O tome svjedoče ostaci starokršćanske bazilike u selu Varvara, porušene u 6. stoljeću. Tamo je bilo i sjedište korepiskopa.
Naziv Rama prvi put se spominje u 12. stoljeću. Tada hrvatsko-ugarski kraljevi počinju svojoj tituli dodavati i izraz "rex Ramae" (kralj Rame). God. 1482. Turci su osvojili Ramu i pod njihovom je vlašću ostala četiri stoljeća.
Franjevci, koji u Bosni djeluju od konca 13. stoljeća, podigli su samostan u Rami najvjerojatnije u 15. st., prije dolaska Turaka. Samostan se potom spominje 1514. god., a 1557. spaljen je zajedno s crkvom i tom je prilikom ubijeno nekoliko franjevaca. Iznova je podignut i to prije 1587, jer se te godine opet spominje. U prvoj polovici 17. stoljeća samostan je aktivan i u njemu djeluje do desetak svećenika, a tamo se odgaja i određen broj đaka i klerika - pripravnika za Franjevački red. God. 1653. samostan je opljačkan i tada je stradalo nekoliko franjevaca.
Trošnu samostansku zgradu trebalo je popraviti, i tek što su to franjevci učinili ona je ponovno postala žrtvom požara 1667. god. Tom su prilikom izgorjeli mnogi vrijedni predmeti. Ista je sudbina samostan zadesila 1682. god., kada je izgorio u požaru što ga je podmetnuo krovopokrivač, pravoslavac, jer je u srijedu - posni dan - našao kost u jelu.
Pozajmicom od bega Kasumovića iz Kasapovića kod Travnika, te prošnjom na raznim stranama, franjevci su za tri godine uspjeli podignuti novi samostan. U vrijeme Bečkog rata (1683-99) dolazi do velikih nameta, a potom i progona, tako da se oni ni u njemu nisu mogli dugo održati. God. 1687. franjevci, zajedno s dijelom katolika, na nagovor mletačkog providura Antuna Zena, sele u Cetinsku krajinu. Mletački vojnici su zapalili samostan i mnoge kuće u Rami, da se Turci time ne bi okoristili. Franjevci su sa sobom ponijeli neke dragocjenosti, među kojima i Gospinu sliku, koja se danas nalazi u franjevačkoj crkvi u Sinju.
Tijekom 17. st., do svoje selidbe 1687. god., ramski su franjevci vodili dušobrižništvo, osim u Rami, također i u livanjskom, duvanjskom i skopaljskom (bugojanskom) kraju. Početkom 17. st. broj se katolika u ramskoj župi kretao oko 1.200. Nakon god. 1687. za preostale ramske katolike duhovno su se brinuli franjevci fojničkog samostana. Oni su morali vratiti i pozajmicu novca, koja je iskorištena za gradnju ramskog samostana prije selidbe franjevaca u Dalmaciju.
U prvoj polovici 18. stoljeća svećenik nije imao stalnog boravišta, nego je išao od jednoga sela do drugog. Prema zabilježenoj tradiciji svećenik je najprije boravio u Proslapu kraj Nešnice, a zatim u Jaklićima i Podboru. Tijekom 18. st. broj se katolika stalno povećavao: prema popisu iz 1743. god. bilo ih je 857, a god. 1762. njihov se broj povećao na 1.167, te 1798. god. na 1.957. Stoga su franjevci nastojali podignuti stalnu nastambu za župnika. God. 1773. župnik se nastanio u Proslapu, a sljedeće je godine podigao župni stan u proslapskom zaseoku Nikolići. Od 1773. vode se matične knjige. Župna je kuća opstala do 1818. god., kada je na istom mjestu podignuta nova, koja je korištena do 1864. god.
Franjevci su se željeli vratiti na ruševine negdašnjeg samostana i crkve na Šćitu. Za to je mjesto god. 1779. data povlastica potpunog oprosta, pa su ramski vjernici tamo rado hodočastili. Kako je to zemljište bilo u vlasništvu bega Dugalića, franjevci su god. 1855. od njega uspjeli otkupiti jedan dio, a ostatak dvije godine kasnije. God. 1856. započeli su gradnju samostana na temeljima staroga, koji je sljedeće godine dovršen. Danas se mogu vidjeti samo zidovi te zgrade, koja je bila lijep primjer starijeg bosanskog graditeljstva. Rama je god. 1882. proglašena rezidencijom, dok je u pravnom smislu samostanom deklarirana 1940. godine.
Godine 1914. ramski su franjevci počeli izgradnju novog samostana (rezidencije) po nacrtu graditelja Franje Holza. Zbog ratnih teškoća prvi je kat dovršen tek 1917, a 1920. zgrada je bila pod krovom, a konačno je dovršena i useljena 1930. god. U vrijeme Drugog svjetskog rata u veljači 1943. jedna je bomba pogodila samostan, koja na sreću nije eksplodirala.
God. 1986. započela je gradnja novoga trakta samostana po projektu V. Grabovca koji je uređen za stanovanje a stari dio samostana preuređen je u Kuću mira.
God. 1873. započela je gradnja crkve, ali je dovršena tek 1881. Bila je to trobrodna bazilika za koju je ideju dao fra Antun Vladić, uzevši za uzor neke crkve u Italiji, što ih je imao priliku vidjeti. God. 1893. radilo se na unutarnjem i vanjskom uređenju crkve. Postavljen je limeni krov i dovršen je zvonik. U crkvu je postavljena slika Alberta de Rhodena, na kojoj su prikazani anđeli kako vraćaju Gospu Sinjsku u Ramu. Od istog je autora nabavljena i slika Sv. Franje. Glavni oltar je postavljen 1903. god. i tada je crkva posvećena.
Iako su prvotni samostan i crkva bili posvećeni Sv. Petru apostolu, kasnije je u štovanju sve jače mjesto imala čudotvorna Gospina slika, pa je patronom postalo Gospino uznesenje, dok je vanjska svečanost vezana za svetkovinu Gospina Rođenja 8. rujna.
Crkva je u vrijeme Drugog svjetskog rata doživjela tragičnu sudbinu. Nju su partizani zapalili 13. srpnja 1942. godine. S njom su stradale sakristija i knjižnica, vrijedne umjetničke slike i filigranski kaleži dvojice majstora iz Fojnice i Jajca kao i više drugih kaleža. Izgorjeli su brojni arhivski dokumenti (vrlo stare matice) i vrijedne knjige. Sada postoje matične knjige u prijepisu od 1884. god.
Umjesto crkve za bogoslužje je služila provizorna baraka sve do 1956. godine. 1948. od starih zvona izljevena su dva nova, koja su stajala na drvenim stupovima. Obnova crkve započela je 1956. god. Postavljen je novi krov, koji, međutim, nije adekvatno izveden, te je 1965, započelo preuređenje cijele krovne konstrukcije. Srednja lađa ozidana je iznad stupova s polukružnim prozorima, a zatim je postavljena krovna konstrukcija na tri lađe. Crkva je na taj način dobila negdašnji bazilikalni oblik. God. 1966. podignute su dvije sakristije i dograđen je zvonik, koji je dobio vitkiji izgled.
God. 1967-69. uređivana je unutrašnjost crkve. Slikar Josip Bifel iz Zagreba izradio je veliku oltarnu sliku (1968) u središtu svetišta, te dvije postranske, koje su tematski posvećene Gospi. Središnja slika zauzima 72, a druge dvije po 27 četvornih metara zidne površine. God. 1967. isti je autor izradio postaje križnog puta. On je također oslikao pročelje pjevališta i izradio sliku Sv. Terezije. God. 1967. također su izvedeni vitraili na temu Marijina i Isusova života po nacrtima Josipa Poljana. Po projektu M. Fučića izvedeni su mramorna menza glavnoga oltara i pobočni oltari. U crkvi se također nalaze i slika G. Jurkića, koja je ustvari kopija negdašnje Gospine slike, te slika Sv. Franje od Lj. Laha. Brončani tabernakul je izrađen po nacrtu J. Poljana. Ovdje svakako treba spomenuti djelo Kuzme Kovačića Gospina vrata (1998.).
S navedenim umjetničkim sadržajima crkva u Rami predstavlja vrlo vrijednu cjelinu, po čemu se uvrštava među najbolje umjetnički uređene sakralne prostore Bosne Srebrene.
U samostanu se, uz sliku Madona s Kristom od nepoznatog autora 19. stoljeća, nalazi i slika Đure Sedera: Sv. Franjo i prva braća, rađena 1985. god. Tijekom zadnjeg desetljeća u samostanu je stvorena umjetnička galerija, od najmanje stotinu djela. U tom je kontekstu značajna galerija portreta 28 ramskih fratara. U zbirci umjetnina zastupljeni su s jednim ili više djela: Đuro Seder, Josip Biffel, Nada Pivac, Kuzma Kovačić, Blaženka Salavarda, Mile Blažević, Matko Vekić, Petar Jakelić, Dražen Trogrlić, Josip Botteri, Igor Rončević, itd.
Župa Rama/Šćit ima podružnu crkvu u Orašcu, koja je izgrađena 1968-70. po projektu M. Fučića. Veliku zidnu sliku posvećenu Sv. Nikoli Taveliću izradio je god. 1990. slikar ?uro Seder. Druga podružna crkva izgrađena je u Podboru 1988-90. god. Od umjetničkih djela u crkvi je mozaik B. D .Marije (1996.) V. Blažanovića.
Ramska župa imala je 1813. god. 2.782 katolika, 1877. god. 3.102, a 1935. god. 5.138. Danas župa Rama/Šćit ima 3.152 vjernika u 640 obitelji.
Godine 1814. od kuge je u Rami umrlo gotovo tisuću ljudi. Tijekom vremena na području prostrane ramske župe razdiobom je nastalo nekoliko novih: Gračac, Uzdol, Doljani, Prozor i u novije vrijeme Rumboci.
God. 1863. franjevci su na Šćitu utemeljili pučku školu, a u tu je svrhu korištena jedna samostanska prostorija. Potom je 1865. podignuta jedna brvnara, a 1876. izgrađena je prikladna školska zgrada, koja je ostala u upotrebi dulje vremena. Time su ramski franjevci prosvjetni rad izravno uključili u svoje dušobrižničko djelovanje.
U samostanu je 2003. god. postavljena etnografska zbirka u kojoj su predstavljeni odjevni predmeti XIX. i XX. stoljeća, gospodarstvo, prijevozna sredstva za prijenos dobara, stambena kultura, tekstilna radinost, itd.
U vrijeme Drugog svjetskog rata Ramu je zadesila teška nesreća. Nakon što su partizani u srpnju 1942. god. zapalili crkvu, ubili gvardijana J. Jurkovića i nešto kasnije kapelana V. Sliškovića, došli su četnici te 8. i 9. listopada iste godine izvršili pokolj više od devet stotina nedužnih ljudi. Nažalost, prva javna komemoracija tih žrtava smjela se obaviti tek ujesen 1990. godine kada je nastala ideja o postavljanju spomenika sjećanja i zahvale svim žrtvama Drugog svjetskog rata. Od ponuđenih rješenja za izradu spomenika odabran je Ramski križ Mile Blaževića. Početak rata usporio je realizaciju projekta tako da je Ramski križ visine 4 m, težine 2 tone postavljen u samostansko dvorište 1996 god. a drugi dio ovog spomeničkog kompleksa - ploče s imenima svih stradali u zadnja dva rata postavljen je 2001. god. Na ulazu u samostansko dvorište dočekat će vas medaljon Ramski mučenici koji je izradio Mile Blažević.
U proširenom i preuređenom samostanskom dvorištu svoje mjesto našle su i skulpture: Ramska majka Mile Blaževića, Diva i Posljednja večera Kuzme Kovačića.
U drugoj polovici šezdesetih godina, prilikom izgradnje akumulacijskog jezera, više stotina ramskih obitelji moralo je iseliti, što je župu brojčano veoma umanjilo. Župu danas tvore sljedeća naselja: Šćit, Družinovići, Jaklići, Kozo, Maglice, Mluša, Orašac, Ploča, Podbor, Proslap, Ripci, Sopot, Tribiševo i Zlopolje.